# アジビラ
アジビラとはアジテーション・ビラの略語で、政治的扇動（煽動）を目的とする文言を記載した書面のこと。また、アジビラの内容などを一文に要約し、多くは木製の板に記して路上に掲示したものをアジ看（アジテーション看板の略）という。

## 歴史
紙の製造が大量に行われ、安価に入手できる時代にさかのぼる。また印刷技術の向上も背景にあり、日本では産業革命が完了した明治時代末期に形作られたとされている。

## 目的
自己の政治的・経済的立場を大衆に訴えかけ同意をうながす手段。
通行人に無料で配るものも多いが、枚数に限度がある。大衆の関心を集めるため、通行の多い道路、通路の壁面に貼付するのが一般的。政治絡みの市民集会では入口に至るまでの通路で、多数のグループ関係者から出席者に必ず配られる（会場内では禁止されている）。
1970年代までは、解雇や整理など雇用条件に抗議するため、特定の建物内部にアジビラを張る例も見られた。

## 形式
人目につき、関心を惹かなければならない。このため、文字数を少なくする、難解な表現・難読文字を避ける、流行語に配慮する、といった簡略で理解しやすい形に纏める事が求められる。非常に驚愕符が多く、勇ましいものであることが多い。
近年では硬直した教条主義が好まれないこともあり、親しみやすいメディア・キャラクターを中心に据えて若年層の抵抗感を和らげているものも多い。

## 表現技術
ゲバ字などを用い記されるが、文字として読まれるよりも、活動家の日常的会話（語録）をそのままにした語法が中心で、事情を知らない者には理解できないが、関係者には強烈な文言である。頻繁に用いられるいくつかの表現があり、読者に政治的文脈を強く意識させるという点では、新聞の見出しより党派性が高い。文を作成するには一定の経験が必要である。

### 表現の例
- 「○○○○闘（斗）争に勝利するぞ！！！！！」
- 「○○○○○は○○政策の責任を取れ！！！！！」
- 「不当な○○○○粉砕！！！！！！！」
- 「○○○○絶対（断固）反対！！！！！」
- 「＊月＊日、○○○行動に結集しよう！！！！」

## 景観の記号
いったん煽動が高潮しその後時期が経過すると、忘れ去られた存在になる。特に街頭に貼付されたアジビラは誰もはがさず、年数が経過しているのも多い。景観写真では時代性を認識させる記号といえる。

## 関連事項
- スローガン
- ゲバ字
- アジ電車
- シュプレヒコール
- ゲバ棒
- 武装闘争
- 労働組合
- 労働争議（争議行為）
- 集会の自由
- 大日本愛国党 - 枚数の多さを誇る政治結社。
- 器物損壊罪 - 争議行為において建築物に多数貼付した有罪事案。